# 比拉桑塔尔
比拉桑塔尔（西班牙語：Vilasantar），是西班牙加利西亚自治区拉科鲁尼亚省的一个市镇。总面积59km², 总人口1241人（2017年），人口密度21人/km²。

## 人口
| 比拉桑塔尔             |
|                        |
| 来源：西班牙国家统计局 |